# (12719) Pingré
(12719) Pingré  es un asteroide perteneciente al cinturón de asteroides, descubierto el 6 de junio de 1991 por Eric Walter Elst desde el Observatorio de La Silla, en Chile.

## Designación y nombre
Pingré se designó inicialmente como 1991 LP2.
Más adelante fue nombrado en honor al astrónomo y geógrafo francés Alexandre Guy Pingré (1711-1796).

## Características orbitales
Pingré orbita a una distancia media del Sol de 2,2980 ua, pudiendo acercarse hasta 1,9566 ua y alejarse hasta 2,6395 ua. Tiene una excentricidad de 0,1485 y una inclinación orbital de 1,9942° grados. Emplea en completar una órbita alrededor del Sol 1272 días.

## Características físicas
Su magnitud absoluta es 14,6.